# Saint-André-des-Eaux (Loire-Atlantique)
Saint-André-des-Eaux (bretonisch Sant-Andrev-an-Doureier) ist eine französische Gemeinde mit 6949 Einwohnern (Stand: 1. Januar 2022) im Département Loire-Atlantique in der Region Pays de la Loire. Saint-André-des-Eaux gehört zum Arrondissement Saint-Nazaire und zum Kanton La Baule-Escoublac.
Die Einwohner werden Andréanais(es) genannt.

## Geographie
Saint-André-des-Eaux liegt im Regionalen Naturpark Brière (französisch Parc naturel régional de Brière) nahe der Atlantikküste.

### Nachbargemeinden
Umgeben ist Saint-André-des-Eaux von den Nachbargemeinden Saint-Lyphard im Norden, Saint-Joachim im Osten und Nordosten, Saint-Nazaire im Südosten, La Baule-Escoublac im Süden und Südwesten sowie Guérande im Westen.

## Bevölkerungsentwicklung
| Jahr      | 1962 | 1968 | 1975 | 1982 | 1990 | 1999 | 2006 | 2017 |
| Einwohner | 1545 | 1554 | 1833 | 2541 | 2919 | 3532 | 4917 | 6473 |

## Sehenswürdigkeiten

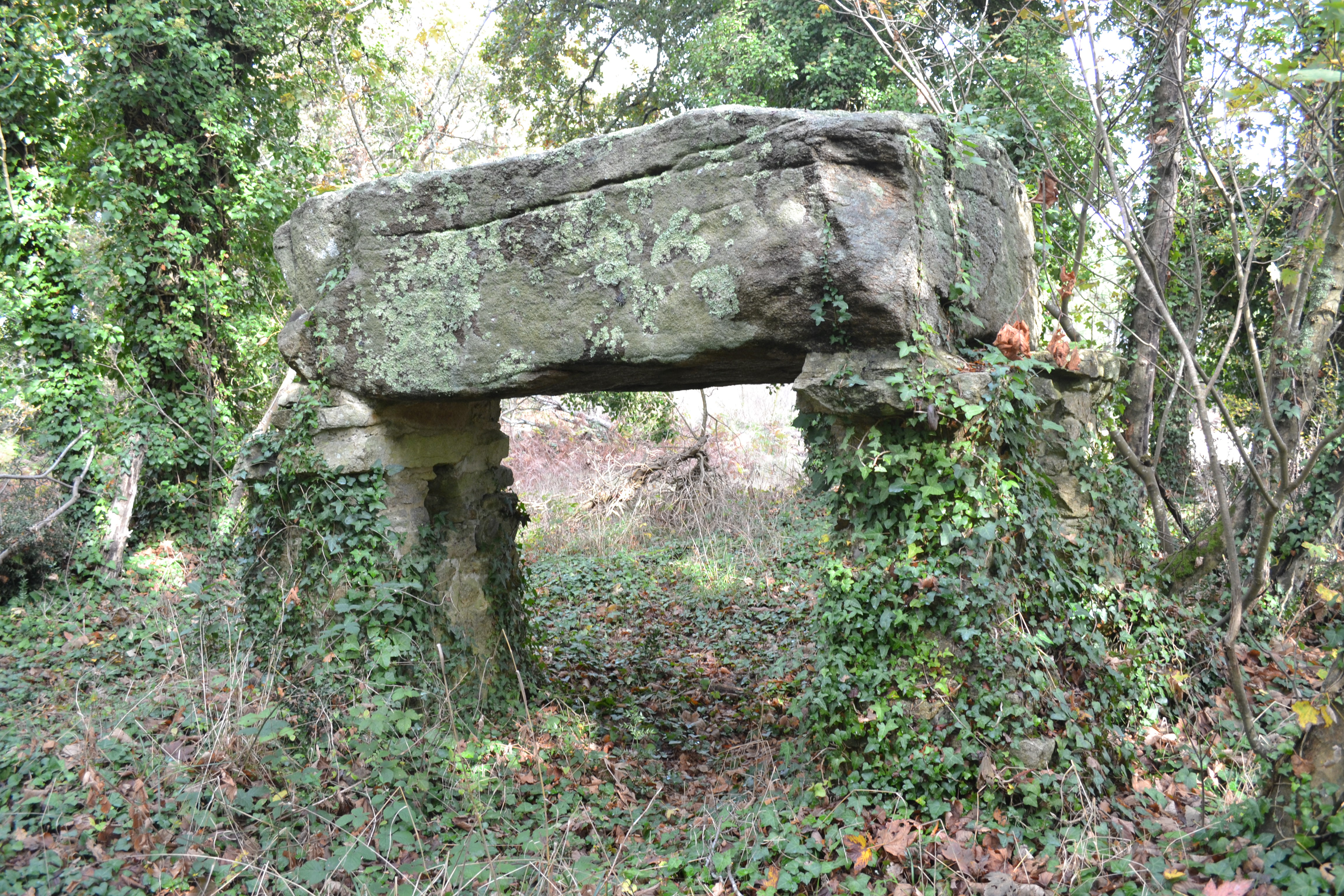
Pierre David

- Dolmen de la Garenne
- Kirche
- Pierre de Coicas
- Pierre David
- Rathaus
- Steinkreuz in Jau